# Sardinia Vera
Die Sardinia Vera war eine Fähre der italienischen Reederei Sardinia Ferries, die 1975 als Stena Atlantica für die Stena Line in Dienst gestellt wurde. Das Schiff wurde ab 2010 auf der Strecke von Toulon und Nizza nach L’Île-Rousse und Calvi eingesetzt. In ihren letzten Jahren vor der Verschrottung 2024 wurde sie auf der Route von Livorno nach Bastia eingesetzt.

## Geschichte
Das Schiff wurde als Stena Atlantica wurde am 5. April 1974 in der Rickmers-Werft in Bremerhaven auf Kiel gelegt und am 18. Dezember 1974 unter der Baunummer 381 als Stena Nautica vom Stapel gelassen. Nach der Übernahme durch die Stena Line am 30. Mai 1975 ging das Schiff direkt als Charter unter dem Namen Marine Atlantica an die Reederei Marine Atlantic, die es ab Juni 1975 auf der Strecke von North Sydney nach Port aux Basques in Dienst stellte.
1986 kehrte die Marine Atlantica nach elf Jahren im Dienst für Marine Atlantic nach Italien zurück und wurde nach La Spezia verholt, nachdem sie zuvor in den Besitz eines Reeders mit Sitz auf den Bahamas gegangen war. 1987 wurde sie zuerst in Corsica Vera umbenannt, ehe sie im Juni desselben Jahres ihren heutigen Namen Sardinia Vera erhielt. Anschließend nahm das Schiff den Dienst von Livorno nach Golfo Aranci auf.
1996 wechselte die Sardinia Vera von Livorno nach Civitavecchia, lief jedoch weiterhin Golfo Aranci an. In den folgenden Jahren wurde das Schiff mehrfach verchartert: 2001 an Conseil General de Seine Maritime, 2006 an Transmanche Ferries und 2008 an Kallisti Ferries. Nach einer Aufliegezeit ab Juli 2009 war die Sardinia Vera ab Juni 2010 auf der Strecke von Toulon und Nizza nach L’Île-Rousse und Calvi in Fahrt.
Anfang 2024 wurde das Schiff zum Abbruch verkauft.

## Ausstattung
An Bord der Sardinia Vera befand sich ein Selbstbedienungsrestaurant, eine Cafeteria sowie eine Bar. Außerdem gab es verschiedene Einkaufsmöglichkeiten, ein Solarium und einen Spielebereich für Kinder.

## Schwesterschiffe
Die Sardinia Vera hatte ursprünglich drei Schwesterschiffe: Die Corsica Marina Seconda, die ebenfalls von Corsica Ferries unter italienischer Flagge fuhr, ist noch in Betrieb. Die Moby Vincent, die von der italienischen Reederei Moby Lines betrieben wurde, wurde einige Wochen vor der Sardinia Vera in Aliağa verschrottet. Das vierte Schiff, die  Al Mansour, wurde bereits 2015, ebenfalls in der Türkei, verschrottet.